# Lê Thanh Vân (sát nhân hàng loạt)
Lê Thanh Vân (5 tháng 12 năm 1956 – 26 tháng 10 năm 2005), nổi tiếng với biệt danh phù thủy xyanua, sát thủ xyanua, sát thủ độc dược, là một kẻ giết người hàng loạt bằng chất độc người Việt Nam và là nữ sát nhân hàng loạt đầu tiên trong lịch sử nước này. Từ năm 1998 đến năm 2001, cô ta đã dùng chất xyanua giết chết 13 người, trong số đó bao gồm những người có quan hệ thân thiết trong gia đình với cô. Lê Thanh Vân cũng được cho là có liên quan đến một số vụ giết người khác, khi số nạn nhân chết trong tay cô ta ước tính có thể lớn hơn con số ban đầu.
Xuất thân trong gia đình có tám anh chị em, Lê Thanh Vân sớm bộc lộ bản tính ngang bướng, hung hăng từ khi còn nhỏ. Cô có thời gian học tập trong một trường quân y trước khi vượt biên và bị bắt. Sau khi ra tù, cô lang bạt khắp nơi với nhiều nghề khác nhau và dính vào một số vụ lừa đảo khiến bản thân tiếp tục vào tù. Vân chiếm được lòng tin của các nạn nhân bằng việc lừa gạt sẽ giúp đỡ họ, sau đó giết chết họ hòng chiếm đoạt tài sản rồi giả vờ đưa họ đến bệnh viện hòng tránh nghi ngờ. Đồng phạm của Vân là Dìu Dãnh Quang, người tình sống chung và tham gia với cô trong một số vụ giết người. Trước khi sống chung như vợ chồng với Quang, cô từng có hai đời chồng là Nguyễn Quang Mễ và Lê Văn Minh.
Lê Thanh Vân bị bắt lần đầu sau chuỗi giết người thứ nhất vào tháng 7 năm 2000, nhưng nhanh chóng được thả ra vì không đủ chứng cứ. Trong thời gian tại ngoại, cô tiếp tục gây ra cái chết của 4 người nữa, trước khi bị bắt lại vào ngày 15 tháng 10 năm 2001. Thời gian đầu tại cơ quan điều tra, Vân phủ nhận mọi cáo buộc trước khi thú nhận hành vi phạm tội. Cô bị tuyên án tử hình vì ba tội danh "giết người", "cướp tài sản" và "tàng trữ trái phép chất độc" và bị thi hành án bằng hình thức xử bắn tại nghĩa trang thị xã Thủ Dầu Một, Bình Dương cuối tháng 10 năm 2005. Tên của Vân được liệt kê vào một số cuốn sách bách khoa toàn thư về kẻ giết người hàng loạt trên thế giới.

## Những năm tháng đầu đời
Lê Thanh Vân sinh ngày 5 tháng 12 năm 1956 tại Sài Gòn trong một gia đình có tám người con. Vì người anh cả mất sớm nên Vân trở thành người chị đầu trong gia đình. Ngay từ khi còn nhỏ, cô đã bộc lộ bản tính lập dị, lạnh lùng, ngang bướng và chống đối gia đình. Vân học đến lớp 12 rồi bỏ học giữa chừng, sau năm 1975 thì vào học tại Trường Nha khoa Quân y, trước khi tổ chức vượt biên ra nước ngoài. Cô bị bắt và kết án 16 tháng tù cải tạo vì tội "đồng lõa tổ chức". Sau khi ra tù, cô làm nhiều nghề khác nhau để kiếm sống.
Tháng 12 năm 1979, Lê Thanh Vân bị công an quận 10, Thành phố Hồ Chí Minh bắt giữ về hành vi "giả danh đại úy quân đội để lừa đảo". Sau đó đến tháng 3 năm 1990, cô tiếp tục bị công an quận 5 bắt về tội "giả mạo cấp bậc, chức vụ, giấy chứng nhận, tài liệu, lừa đảo chiếm đoạt tài sản công dân" và bị phạt 18 tháng tù. Ngày 17 tháng 5 năm 1993, Vân bị xử phạt 4 năm tù về tội lừa đảo. Đáng chú ý, nạn nhân trong vụ này, chị Bùi Chung và gia đình phải nhập viện sau khi ăn mì gà vào ngày 24 tháng 10 năm 1992. Riêng Chung tử vong tại bệnh viện sau khi được Vân chăm sóc. Sau vụ việc, gia đình Chung tố cáo Vân lừa đảo và đầu độc chết chị này. Kết quả giải phẫu tử thi do Bệnh viện Chợ Rẫy thực hiện cũng cho thấy nạn nhân chết trong trạng thái nhiễm độc, nhưng do không đủ chứng cứ, tòa án chỉ kết án Vân tội lừa đảo. Trong thời gian này, Vân kết hôn với hai người đàn ông. Người đầu tiên là ông Nguyễn Quang Mễ. Hai người kết hôn năm 1984 và có hai con chung. Sau khi ông Mễ chết năm 1989, năm 1991, cô tái hôn với ông Lê Văn Minh và đến năm 1992, ông Minh đột ngột qua đời tại Bệnh viện Nguyễn Tri Phương.

## Hành trình gây án

### Những vụ giết người đầu tiên
Cuối năm 1997, khi anh Đinh Văn Khảm đến thăm người nhà đang điều trị bệnh tại Quân y viện 7A, Thành phố Hồ Chí Minh, đã làm quen với Lê Thanh Vân đang cùng nằm điều trị ở giường bên cạnh. Sau khi trò chuyện, Vân tự nhận mình là bác sĩ chuyên khoa về răng từng du học ở Đức và biết 7 ngôn ngữ. Anh Khảm sau đó đã mời Vân về làm việc tại cơ sở nha khoa Đài Các của gia đình mình, ngụ huyện Long Khánh, Đồng Nai. Tại cơ sở nha khoa này, cô gặp gỡ, quen thân và chung sống như vợ chồng với Dìu Dãnh Quang. Vì công việc làm ăn khó khăn, mẹ Đinh Văn Khảm là bà Võ Thị Lý có ý định cho Dìu Dãnh Quang nghỉ việc. Biết được sự thật này, ngày 3 tháng 1 năm 1998, nhân lúc Khảm vắng nhà, Vân đã lén bỏ xyanua vào ly nước chanh của bà Lý. Sau 30 phút, chất độc phát tác và bà Lý gục xuống. Vân và Quang sau đó đã đưa bà Lý đi cấp cứu nhưng bà không qua khỏi. Khi trở về cơ sở, Vân lấy trộm 900.000 đồng của bà Lý.
Ngày 2 tháng 6 năm 1998, Lê Thanh Vân tiến hành vụ giết người thứ hai, nạn nhân là ông Quách Cẩm Minh, bảo vệ Công ty Thiên Phú, quận Tân Bình, người cho cô thuê lại cơ sở làm răng với giá 500.000 đồng/tháng. Sau khi hạ chất độc vào rượu, ông Minh có biểu hiện ngộ độc và được đưa đi cấp cứu tại Trung tâm Y tế quận Tân Bình nhưng đã tử vong sau đó. Vân sau đó quay trở về nhà, lục tủ và lấy trộm 900.000 đồng của ông Minh. Một tháng sau cái chết của ông Minh, Lê Thanh Vân tiếp tục bỏ thuốc độc vào ly trà của bà Hín Văn Dính, mẹ của Dìu Dãnh Quang rồi chiếm đoạt 2,8 triệu đồng của bà này.
Ngày 24 tháng 2 năm 1999, Vân tiếp tục đầu độc em rể là Lê Văn Cẩm. Do có mâu thuẫn từ trước, sau khi được anh Cẩm nhờ tiêm thuốc giảm đau vào ngón tay bị gãy của mình, Vân đã hòa xyanua vào thuốc rồi sát hại anh này. Đến chiều cùng ngày, Cẩm chết tại Bệnh viện Nhân dân Gia Định. Sau khi giết Cẩm, cô tiếp tục giả mạo bác sĩ vừa tu nghiệp từ Đức về tiến hành lừa gạt, hứa giúp Hồ Thị Mộng Đào xin việc làm. Trong khi đưa chị Đào đi khám sức khỏe, hai người ghé vào một quán hủ tiếu ven đường để ăn trưa. Tại đây, Vân hạ độc vào bát hủ tiếu, khiến chị Đào ngộ độc phải đưa đi cấp cứu tại Bệnh viện Mắt Thành phố Hồ Chí Minh. Tại bệnh viện, do được cấp cứu kịp thời nên chị Đào dần tỉnh lại. Tuy nhiên, đêm hôm đó, Vân tiếp tục hạ độc một lần nữa khiến chị Đào tử vong. Cùng năm, cô tiếp tục ra tay hạ sát Võ Hữu Khiêm, giám đốc công ty Như Quân với ý định chiếm đoạt chiếc xe máy của ông này.

### Chuỗi giết người và bị bắt tạm giam
Năm 2000, Lê Thanh Vân giả mạo thành Lee Ly Lan, tiếp cận anh Nguyễn Thanh Sơn, ngụ xã An Linh, huyện Phú Giáo, tỉnh Bình Dương. Trong thời gian ở lại đây, Vân nấu bún cho anh Sơn ăn, khiến anh này ngộ độc và tử vong vào ngày 14 tháng 4. Cuối tháng 6 năm 2000, lần lượt ông Nguyễn Văn Đông và bà Trần Thị Xinh, ngụ Bình Dương đều bị tử vong do ngộ độc và có liên quan đến Lê Thanh Vân. Sau khi bà Xinh chết, cô còn đưa cho người thân bà một tờ giấy viết tay với nội dung cho biết bà Xinh đã bán lại cho cô chiếc xe ô tô khách biển số 53L-3259 với giá 200 triệu đồng.
Tháng 7 năm 2000, cơ quan cảnh sát điều tra tiến hành bắt giữ Lê Thanh Vân vì nghi ngờ cô có liên quan đến hành vi giết người, cướp tài sản. Khi khám xét trong túi xách tay của Vân, công an còn phát hiện 2,8 gram thuốc độc xyanua. Tuy nhiên, do chưa có bằng chứng đủ mạnh nên công an đã dùng lý do "điều tra về hành vi lừa đảo chiếm đoạt tài sản" để tạm giam cô. Cơ quan điều tra sau đó đã đối chiếu mẫu độc chất thu được từ Vân với nội tạng của ông Đông và bà Xinh, nhưng không trùng khớp. Đến ngày 15 tháng 1 năm 2001, Lê Thanh Vân được tại ngoại.

### Tại ngoại, tiếp tục chuỗi giết người và bị bắt lần thứ hai
Tháng 3 năm 2001, Lê Thanh Vân gặp một người bạn cũ là Nguyễn Trung Dzu. Dzu chở Vân đến một quán cà phê và gọi 2 chai sữa đậu nành. Nhân lúc ông Dzu đang dựng lại xe máy, Vân bỏ chất độc vào ly sữa của ông. Sau 15 phút, ông Dzu có biểu hiện ngộ độc và được đưa đi cấp cứu. Tranh thủ, Vân lấy trộm của ông Dzu 74.000 đồng cùng 1 chiếc điện thoại di động. Ông Dzu chết tại bệnh viện năm tiếng sau với kết luận là bị tai biến mạch máu não. Vân sau đó còn yêu cầu cơ sở mai táng kê khống chi phí đám tang lên để con trai ông Dzu thanh toán lại tiền cho mình nhưng ý định không thành. Sau đó, cô đem chiếc xe máy của ông Dzu đi cầm với số tiền 2,8 triệu đồng. Sau khi giết hại ông Dzu, Lê Thanh Vân tiếp tục đầu độc chết bà Đào Thị Có, lúc bấy giờ đang tạm trú ở Trảng Bom, Đồng Nai. Sau khi đưa bà Có 5 cây vàng nhờ làm giả giấy chứng nhận hành nghề nha khoa nhưng không thành, cô giết bà và chiếm đoạt chiếc máy trám răng.
Từ tháng 6 đến tháng 8 năm 2001, Lê Thanh Vân tiếp tục chuỗi giết người, đầu tiên là anh Trần Văn Khôi. Sau khi giết hại Trần Văn Khôi, Vân chiếm đoạt chiếc xe máy của anh này, rồi gây ra vụ sát hại chị Vi Thị Thanh, rồi dùng chính chiếc xe chiếm đoạt của Khôi đưa Thanh đến bệnh viện cấp cứu. Sau khi Thanh chết, Vân lập giấy sang nhượng giả, lấy tên giả Lâm Anh Đào với mục đích chiếm đoạt cửa hàng quần áo của nạn nhân. Ngoài giấy nhượng cửa hàng quần áo, cô còn lập một giấy sang nhượng giả khác với nội dung rằng chị Thanh đã bán lại cho mình mảnh đất tại Bù Đăng, Bình Phước với giá 40 triệu đồng.
Trong thời gian được tại ngoại, cơ quan cảnh sát điều tra công an tỉnh Bình Dương đã âm thầm điều tra hành vi giết người, cướp tài sản của Lê Thanh Vân mà không có mặt bị can. Trong thời gian này, cơ quan công an đã nhiều lần mời cô lên hỗ trợ điều tra nhưng đều bị phớt lờ. Do đó, cơ quan điều tra thấy cần phải áp dụng biện pháp ngăn chặn nhằm phòng ngừa Vân tiếp tục gây án. Ngày 17 tháng 7 năm 2001, cơ quan công an quyết định hợp nhất vụ án hình sự "tàng trữ trái phép chất độc" vào vụ "giết người, cướp tài sản" đối với Lê Thanh Vân. Đến ngày 14 tháng 8 năm 2001, cơ quan này tiến hành khởi tố bị can đối với Vân về tội "tàng trữ trái phép chất độc" và ra lệnh bắt tạm giam cô. Sau khi lệnh bắt được Viện Kiểm sát nhân dân tỉnh Bình Dương phê chuẩn ngày 9 tháng 10 năm 2001, đến ngày 15 tháng 10 cùng tháng, Vân bị bắt tại xã Đức Liễu, huyện Bù Đăng, tỉnh Bình Phước.

## Điều tra
Đầu tháng 7 năm 2002, Thượng tá Nguyễn Thế Bình, Phó Thủ trưởng Cảnh sát điều tra, Bộ Công an ký quyết định phân công các điều tra viên Đặng Văn Chính, Nguyễn Đình Bằng, Nguyễn Thanh Bình, Đinh Gia Thế cùng điều tra viên Nguyễn Xuân Hậu thuộc công an tỉnh Bình Dương và các điều tra viên ở ba tỉnh thành là Hồ Chí Minh, Bình Phước, Đồng Nai phối hợp điều tra. Yêu cầu của vụ án là bên cạnh việc điều tra Lê Thanh Vân thì cần làm rõ vai trò của Dìu Dãnh Quang. Ngày 14 tháng 8 năm 2002, Dìu Dãnh Quang bị bắt và khởi tố vì hành vi "che giấu tội phạm".
Ngày 7 tháng 1 năm 2003, Cơ quan Cảnh sát Điều tra, Bộ Công an tổ chức sơ kết tình hình điều tra vụ án, đồng thời đưa ra các chi tiết để đánh giá liệu Lê Thanh Vân có gây ra cái chết của các nạn nhân liên quan đến cô hay không. Tại thời điểm đó, xác nạn nhân Trần Văn Khôi vẫn chưa được tìm ra, và cùng với đó có quá ít nhân chứng. Trong thời gian này, Vân cố ý giả bệnh để không làm việc với cơ quan điều tra. Do đó, để Lê Thanh Vân không bị phân tâm, điều tra viên quyết định ban đầu chỉ làm việc với cô về vụ sát hại Vi Thị Thanh. Cuối cùng, một tháng sau khi di dời đến nơi giam giữ mới, cô đã thú nhận mình là người đầu độc chết Vi Thị Thanh. Sau khi khai nhận là thủ phạm gây ra cái chết của chị Thanh, Vân tiếp tục khai nhận là thủ phạm trong vụ giết bà Xinh, ông Đông, bà Có, ông Dzu và anh Khôi. Ngày 25 tháng 4 năm 2003, Vân viết bản tự thú nhận tội giết người, trong đó có nội dung: "Tất cả họ có làm phương hại đến tôi, thì coi như tôi bị stress". Sau đó, cô viết tiếp một bản thú tội khác nhưng với lý do gây án là do hoàn cảnh khó khăn.
Tháng 7 năm 2003, Lê Thanh Vân tiếp tục thú nhận là thủ phạm trong 7 vụ giết người khác, nâng tổng số người chết trong tay cô lên con số 13. Ngoài những người đã được xác định, Lê Thanh Vân còn bị nghi ngờ là thủ phạm trong 8 vụ giết người khác, trong đó 16 người có dấu hiệu bị đầu độc. Trong số những người này, có 3 người chết và 13 người được cứu sống. Tuy nhiên cơ quan điều tra chưa đủ cơ sở để kết luận cô là người giết những người này. Về nguồn gốc của chất độc, xyanua, Vân cho biết cô mua tại một cửa hàng hóa chất trên đường Tô Hiến Thành, quận 10, Thành phố Hồ Chí Minh.

## Phiên tòa
Phiên tòa sơ thẩm được tổ chức tại Tòa án nhân dân tỉnh Bình Dương vào ngày 25 tháng 8 năm 2004. Đây là lần đầu tiên trong lịch sử tư pháp Việt Nam có một bị cáo bị truy tố giết chết 13 người. Truyền thông quốc tế nhận định đây có thể là phiên tòa đầu tiên tại Việt Nam xét xử một kẻ giết người hàng loạt. Lê Thanh Vân bị cáo buộc sát hại 13 người, bao gồm một số thành viên trong gia đình bằng chất độc xyanua trong vòng 4 năm (từ năm 1998 đến năm 2001). Tại phiên tòa, Vân liên tục khẳng định vô tội, cho rằng mình là người tình cờ có mặt tại hiện trường để đưa các nạn nhân đi cấp cứu. Khi Viện kiểm sát công bố lời khai của Vân tại cơ quan điều tra trước đó, cô cho rằng mình bị ép cung. Ngày 28 tháng 8, Vân ngất xỉu tại tòa khiến phiên tòa phải bị hoãn lại. Tuy nhiên đến ngày 30 tháng 8 thì có kết luận của bác sĩ cho rằng cô ngất xỉu là do vấn đề tâm lý. Đến ngày 31 tháng 8, đại diện Viện kiểm sát đề nghị mức hình phạt là tử hình đối với Lê Thanh Vân về 3 tội giết người, cướp tài sản và tàng trữ trái phép chất độc; trong khi người tình Dìu Dãnh Quang mức hình phạt 21–24 năm tù về 2 tội giết người và cướp tài sản. Sau phiên sơ thẩm, Hội đồng xét xử Tòa án nhân dân tỉnh Bình Dương lần lượt tuyên phạt Lê Thanh Vân mức án tử hình và đồng phạm Dìu Dãnh Quang mức án 21 năm tù. Tòa án kết luận Vân là thủ phạm giết chết 13 người bằng chất độc xyanua, trong khi Quang đóng vai trò giúp sức cho Vân trong vụ giết Trần Văn Khôi.
Sau phiên tòa sơ thẩm, Lê Thanh Vân và Dìu Dãnh Quang đã kháng cáo lên Tòa phúc thẩm Tòa án nhân dân tỉnh Bình Dương yêu cầu xem xét lại vụ án. Trong khi Vân cho rằng mình bị oan thì Quang xin giảm nhẹ hình phạt. Phiên phúc thẩm diễn ra vào ngày 1 tháng 2 năm 2005, với việc Lê Thanh Vân chỉ thừa nhận tội "tàng trữ trái phép chất độc" và kêu oan hai tội "giết người” và "cướp tài sản". Kết quả phiên phúc thẩm là y án cho Lê Thanh Vân, giảm án từ 21 năm xuống còn 17 năm cho Dìu Dãnh Quang. Sau phiên tòa phúc thẩm, Lê Thanh Vân đã làm đơn xin ân xá đến Chủ tịch nước Cộng hòa xã hội chủ nghĩa Việt Nam, nhưng yêu cầu này đã bị bác bỏ.

## Cái chết
Ngày 26 tháng 10 năm 2005, Lê Thanh Vân bị xử bắn tại pháp trường nghĩa trang thị xã Thủ Dầu Một. Theo lời kể của Nguyễn Dũng, một trong những thành viên Hội đồng thi hành án tỉnh Bình Dương, khi Vân bị dẫn giải ra khỏi phòng giam để đưa đi thi hành án, cô đã chửi bới và chống trả rồi sau đó bật khóc khi nghe quyết định bác đơn ân xá của Chủ tịch nước. Vân cũng được chuẩn bị bữa ăn cuối cùng nhưng cô không ăn. Trước khi chết, Vân có nguyện vọng được bỏ khăn bịt mắt để "nhìn người thân và quang cảnh bên ngoài một lần cuối".

## Nhận định
Lê Thanh Vân được cho là nữ sát nhân hàng loạt đầu tiên trong lịch sử Việt Nam. Theo báo Tuổi Trẻ, kiểu giết người của Lê Thanh Vân được liệt vào loại "giết người hàng loạt" (serial killer) theo phân loại của Cục Điều tra Liên bang Mỹ do cô giết người có chọn lọc trong nhiều năm. Một nhà báo giấu tên bình luận cho báo Tuổi Trẻ thừa nhận việc Lê Thanh Vân sử dụng chất độc giết người với mục đích cướp tài sản là "rất hiếm". Nhà báo này cho rằng  việc đời sống và tâm lý lúc nhỏ bất ổn, phải ra tù vào tội nhiều là nguyên nhân dẫn đến hành vi giết người hàng loạt của Vân. Tiến sĩ tâm lý Đoàn Văn Báu liên hệ vụ giết người của Vân với vụ giết người của Hồ Lê Đăng Khoa ở Thủ Thừa, Long An cùng vụ giết người hàng loạt ở Perpignan, Pháp, từ đó cho rằng "việc nghiên cứu tâm lý hung thủ có ý nghĩa rất quan trọng trong điều tra các vụ giết người hàng loạt". Đánh giá về thủ thuật gây án của Vân, tác giả Michael Farrell, trong cuốn sách Criminology of Serial Poisoners (Nghiên cứu hành vi phạm tội của những kẻ giết người hàng loạt bằng chất độc) nhận xét động cơ giết người vì tiền, cùng với việc lặp đi lặp lại các hành vi đưa nạn nhân bị đầu độc vào bệnh viện của Vân vốn không phải là một phương án an toàn và có thể gây nghi ngờ. Tuy nhiên, bằng việc gây án ở những nơi khác nhau, cô đã "làm giảm khả năng nhà chức trách có thể điều tra ra hành vi phạm tội nếu không xâu chuỗi các vụ án lại với nhau". Phó Thủ trưởng Cơ quan Cảnh sát Điều tra, Bộ Công an Nguyễn Thế Bình cho rằng cần phải rút ra bốn bài học từ vụ giết người hàng loạt của Lê Thanh Vân, đó là: thứ nhất, người dân cần cảnh giác khi được người lạ chủ động làm quen và mời ăn uống; thứ hai, cơ quan điều tra phải có kế hoạch theo dõi, giám sát chặt chẽ nghi phạm; thứ ba, phải vận dụng những kĩ thuật, công nghệ tiên tiến vào quá trình điều tra; thứ tư, nhà nước cần phải có những biện pháp quản lý chất độc một cách chặt chẽ.
Tại Việt Nam, Lê Thanh Vân được truyền thông nhà nước đặt cho những biệt danh như "sát thủ xyanua", "phù thủy xyanua", "sát thủ độc dược". Tên của cô cũng được viết vào một số từ điển bách khoa toàn thư về kẻ giết người hàng loạt trên thế giới, gồm cuốn The Encyclopedia of Serial Killers (Bách khoa toàn thư về Kẻ giết người hàng loạt) của Michael Newton và cuốn The World Encyclopedia of Serial Killers, Volume Four T–Z (Bách khoa toàn thư thế giới về Kẻ giết người hàng loạt, Quyển 4 T–Z) của Susan Hall.